# 约翰·邦帕斯·卡尔宏
约翰·邦帕斯·卡尔宏（英語：John Bumpass Calhoun，1917年5月11日—1995年9月7日）是一名美国动物行为学及行为学研究者。他以其对人口密度及人口密度对人类行为的影响的研究闻名。他宣称啮齿动物上发生的人口过剩所带来的可怕后果预示了人类种族未来可能遭遇的严峻问题。在其研究期间，卡尔宏总结出了术语“行为沉沦”（behavioral sink）来指代人口过密导致的行为异常，以及术语“美丽的人”（beautiful ones）来指代那些消极被动且彻底断绝所有社会交流的个体。他的研究在世界范围内得到了认可。卡尔宏在世界各地的座谈会上发表过讲话，他的学术见解也被如NASA和哥伦比亚特区合议庭等各方机构采纳过。特区合议庭将其见解用于对应当地监狱的人口过剩问题。卡尔宏的老鼠乌托邦实验是1966年爱德华·霍尔空间关系学理论的基础。

## 研究

### 25号宇宙
1960年代早期，美国国家心理健康研究所（NIMH）在马里兰州普尔斯维尔附近获得了一块农用地。研究所在地皮上兴建了一处设施以开展多项研究，其中就包括了卡尔宏领导的那些研究项目。在此，开展了他最为世人所熟知的实验“老鼠乌托邦”（the mouse universe）。1968年，他将4对老鼠放入实验环境中。该环境底部面积为2.7平方米，四边围栏高1.4米。每一边都有4个直立网状“隧道”，这些隧道通往各个居室箱、食物漏斗及饮用水分配。其中没有任何形式的食物、水源以及住房材料的短缺问题。其中也没有老鼠的捕食者，唯一的不利之处就是生存空间有限。
起初，老鼠的数量迅速增长，只用了55天便实现了数量翻番。在实验开展后的第315天，数量达到了620。此后，数量增长显著放缓，需要145天才会实现一倍的增长。最后一个成活个体是在第600天降生的，此时总数量为2200只老鼠。尽管实验环境的空间设定实际上允许多达3840只老鼠生活。第315天至第600天期间发生了社会结构及正常社会行为的崩溃。在这些异常行为包括：在断奶前将幼体遗弃、伤害幼崽、同性性行为的增加、主宰的雄性个体无法继续维持自己的领地并保护雌性、雌性的攻击性行为、非主宰地位雄性的消极避世、个体间互相攻击且不还手。
实验第600日过后，社会崩溃继续持续，数量下降到了群体灭绝的边缘。期间，雌性停止繁殖，而她们的雄性对象则完全抽身世外了。雄性变得从不求爱、从不争斗，仅仅做一些维持自己生命的事。他们进食、饮水、睡眠并为自己梳毛，所有这些都自己完成。光滑且健康的皮肤色泽以及一无伤疤的表皮成了这些雄性的特征。他们被卡尔宏称为“美丽鼠”。繁殖行为再也没有恢复，老鼠们的行为模式永久性地发生了变化。
这项实验得出的结论是：当所有可利用空间被占据，所有社会角色被扮演后，个体所体验到的竞争及其带来的压力将导致他们在复杂社会行为上的彻底沉淪，最终导致人口崩溃。
卡尔宏认为在老鼠身上发生的事就像是对人类潜在未来命运的一个隐喻。他将这样的社会崩溃称为“第二次死亡”，出典是圣经启示录第二章第十一节。研究者比尔·柏金斯引用了他的实验数据并警告了人类生活在这个“越来越拥挤且非人的世界”中的危险性。